# Rădăuţi
Rădăuţi é uma cidade da Roménia com 32.151 habitantes, localizada no judeţ (distrito) de Suceava..